# Wailuku
Wailuku è un census-designated place degli Stati Uniti d'America, nella contea di Maui, nello stato delle Hawaii.

## Descrizione
Luogo della decisiva vittoria del 1790 di Kamehameha nella battaglia di Kepaniwai nella Valle Iao (una delle più aspre guerre nella storia delle Hawaii), sede della Mission Station del XIX secolo ed infine culla della potente industria dello zucchero, Wailuku mostra le maggiori influenze che hanno plasmato la città, l'isola e lo stato.

## Infrastrutture e trasporti
- Aeroporto di Kahului